# Cristoforo Manna
Cristoforo Manna (Napoli, 1704 – Napoli, ...) è stato un compositore italiano.
Fu cugino di Gennaro Manna, all'epoca celebre compositore.
Figlio di Vitagliano Manna, dopo aver studiato al Conservatorio di Santa Maria di Loreto prestò servizio come musicista sotto il Marchese di Fuscaldo, dove il padre era già servitore. Nella primavera del 1729 compose l'opera buffa Lo trionfo d'ammore o pure che dura vence (il suo lavoro più celebre), la quale fu messa in scena al Teatro dei Fiorentini di Napoli nello stesso anno.
| Controllo di autorità | VIAF (EN) 1830152744516727850003 |